# Postaci
Postaci – obraz olejny polskiego malarza Wojciecha Fangora, określany jako jedno z najbardziej kanonicznych dzieł polskiego socrealizmu.

## Tło historyczne i opis obrazu
Sytuacja polityczna Polski po 1945 r. miała wpływ na środowiska twórcze, którym narzucono socrealistyczny model sztuki. Kierunek ten miał oficjalny status podstawowej i jedynej metody twórczości artystycznej i był ideowym oraz propagandowym narzędziem partii komunistycznych.
Wśród licznych artystów, którzy włączyli się w nurt socrealizmu znalazł się autor Postaci, Wojciech Fangor. Artysta stworzył kompozycję opartą na retoryce przeciwieństw. Po lewej stronie umieścił młodą, atrakcyjną kobietę w sukience pokrytej napisami w języku angielskim („Miami”, „New York”, „Wall Street”, „London”, „Coca-cola”). Kobieta jest zadbana, ma ostry makijaż, pomalowane na czerwono paznokcie i modną, zieloną torebkę. Przez wielkie okulary w żółtych oprawkach śmiało patrzy w oczy widza. Za jej plecami można dostrzec ruiny i pochmurne, niespokojne niebo. Wyzywająca kobieta reprezentuje wyszydzany w propagandzie „zachodni imperializm”.
W opozycji do reprezentantki zachodniego stylu życia malarz przedstawił parę robotników. Oboje są potężnie zbudowani, mają na sobie kombinezony i trzymają w rękach trzonki prostych narzędzi, łopat lub kilofów. Ich twarze przypominają wizerunki z funkcjonujących wówczas banknotów. Oboje surowo patrzą na przedstawicielkę imperialistycznego świata. Za ich plecami tło jest jasne, widać zarysy wznoszonego, wielorodzinnego domu i pogodne niebo. Para symbolizuje wartości głoszone przez komunizm, kult pracy i prostotę.

## Odbiór, interpretacje i nawiązania
Obraz został wystawiony na I Ogólnopolskiej Wystawie Plastyki w 1950 roku; nie odniósł sukcesu i nie dostrzegła go także ówczesna krytyka. Pomimo iż praca Fangora uważana jest obecnie za typowy obraz socrealistyczny, to nie jest możliwa jego jednoznaczna interpretacja. Obraz budzi niepokój i pomimo oczywistych atrybutów, jest niedopowiedziany. Nie można wykluczyć zakamuflowanej ironii. Zainteresowanie krytyków sztuki budzi przede wszystkim zderzenie dwóch modeli kobiecości. Kapitalistyczna elegantka emanująca erotyzmem przeciwstawiona została aseksualnej, androgynicznej postaci robotnicy. Według Ewy Franus, Fangor poniósł ideologiczną klęskę, bowiem zderzając ze sobą dwa skrajnie odmienne światopoglądy użył jako środka wyrazu ciała kobiety. Tym samym spowodował, że jego dzieło przestało być narzędziem propagandy, bowiem pozostawiło kwestię otwartego wyboru.
Brytyjski historyk David Crowley dostrzegł w obrazie Fangora archetypiczny wyraz stalinowskiego wywyższania produkcji nad konsumpcję poszerzając tym samym listę przeciwieństw zestawionych przez autora.
W 2004 r. polski artysta Karol Radziszewski namalował replikę Postaci i umieścił ją na tle abstrakcyjnego, psychodelicznego muralu. Instalacja była prezentowana na wystawie „Drang nach West(end)” w Berlinie oraz na wystawie „Siusiu w torcik” w Zachęcie w 2009.